# Codename: Sailor V
A Codename: Sailor V japán manga, amelyet Takeucsi Naoko írt és rajzolt 1991–1993 között. Főszereplője Aino Minako, egy átlagos iskoláslány, aki egy napon csodás képességekre tesz szert, melyeket a gonosz elleni harcban kell hasznosítania. A történet a Sailor Moon előzménye, összesen 15 fejezetet és 3 kötetet élt meg. 2003-ban újra kiadták, ekkor már két kötetben, de 16 fejezetben.

## Történet
A manga főhőse Aino Minako, 13 éves iskoláslány. Kicsit szétszórt és nagyszájú, az álma pedig az, hogy megtalálja az igaz szerelmet. Élete azonban egy csapásra megváltozik, amikor találkozik Artemisszel, a fehér macskával, akinek egy félhold van a homlokán. Artemis őt "Vénusz"-nak hívja, és olyan képességeket ajánl fel neki, amivel erősebb és szebb lehet másoknál. Feladatot is ad neki: meg kell védenie a Földet anyabolygója, a Vénusz nevében. Majd átad neki egy félhold alakú brosst és egy varázstollat, mely segítségével Sailor V-vé tud átváltozni, a szeretet és az igazság harcosává.
Sailor V megkezdi harcát a Dark Agencyvel szemben, melynek vezetője, a csak árnyként megmutatkozó Danburite hírességeket használ fel, hogy megszerezze az emberek energiáit. Küzdelmére a rendőrség is felfigyel: egyesek imádják, mások legszívesebben rács mögé dugnák. Majd találkozik egy Kaitou Ace (Isteni Ász) nevű hőssel, akibe beleszeret, miután megmentette az életét. Hosszas küzdelem után tud végre dönteni a nyugodt magánélet és a harcoslét között, és már mint Sailor Venus, elindul, hogy megkeresse harcostársait.

## Kapcsolat a Sailor Moon-nal
A "Codename: Sailor V" a Sailor Moon előzménytörténete. Időben is korábban létezett, ám amikor Takeucsi Naokónak felajánlották, hogy anime készülhet a művéből, ő inkább továbbfejlesztette azt, és négy új harcoslányt kitalálva átírta a sztorit. A két manga egy ideig még párhuzamosan futott, majd a Sailor V legvégén Sailor Venus elindult megkeresni a többi harcoslányt, és "átigazolt" a Sailor Moon-ba.
Sok hasonlóság megfigyelhető Cukino Uszagi és Minako között. Vannak különbségek is: Uszagi kevésbé okos, lustább, és nem olyan sportos, mint Minako, aki viszont Uszagihoz képest kevésbé előrelátó, és inkább magában tartja az érzéseit.
A Sailor V-mangában felbukkannak a Sailor Moon egyes karakterei is. Így benne van: Cukino Uszagi, Oszaka Naru, Mizuno Ami, Hino Rei, illetve egy kép erejéig az összes harcos az Ezüst Millennium idejéből.

## Szereplők

### Pozitív karakterek
- Artemisz: Minako társa, egy beszélő macska, aki segíti a lányt küldetései során.
- A Főnök: valódi kilétét homály fedi, de a varázstoll segítségével utasításokat képes adni Minakónak és Artemisnek. A Sailor Moon-ban történik rá utalás, hogy ő talán Luna vagy éppen Serenity királynő szelleme, de ez nincs hivatalosan megerősítve.
- Szoranó Hikaru: Minako legjobb barátnője, aki nagyon hasonlít Mizuno Ami-ra.
- Minako szülei: édesanyja háztartásbeli, aki próbálja rendszeretetre nevelni lányát. Édesapja pedig egy cégnél dolgozik.
- Furuhata Motoki: A Game Center Crown játékterem egyik pultosfiúja, akibe Minako volt már szerelmes. Karaktere megjelenik a Sailor Moon-ban is.
- Amano Gurikazu: egy mindentudó stréber, Minako osztálytársa. Karaktere a Sailor Moon-ból megismert Gurio Uminóhoz hasonlít.
- Szakurada Nacuna: a helyi rendőrfőnök, aki Sailor V egyik legnagyobb rajongója. Testvére, Haruna nem más, mint Uszagi osztályfőnöke.
- Vakagi Tosió: a rendőrség különleges ügynöke, aki nem szereti Sailor V-t, mert szerinte bolondot csinál a rendőrökből.

### Sötét Ügynökség
- Narkisszosz: azért iratkozott be Minako iskolájába, hogy megszerezze az emberek energiáit. Cserediáknak álcázza magát, Minako pedig szerelmes is lesz belé. Ő javasolja neki, hogy hordjon a  hajában szalagot.
- Pandora: énekesnőnek álcázza magát, hogy tévéadása segítségével mossa ki az emberek agyát.
- Petite Pandora: Pandora húga, aki bosszút akar állni nővére haláláért.
- Dark Guys: szupersztár-klónok, akiket az emberi energia elszívása céljából vetettek be.
- Fluorite: a Dark Agency egy magasabb szintű ügynöke, ő felelt azért, hogy szupersztárok megcsinálása segítségével szívjon el emberi energiát és megszerezze a világuralmat az emberek manipulálásával.
- Cyberwarrior Girl Luga: egy virtuális valóságon alapuló videójátékban rejtőzik, Sailor V pedig a kibertérben ütközik meg vele.
- Hibiszkusz: olyan emberek energiáit gyűjti, akik nyáron elutaznak Hawaii-ra nyaralni, s ezért stewardess-nek álcázza magát.
- Vivian: Tokió egyik bandavezérének álcázza magát, valójában azonban a Dark Agency ügynöke.
- DeBrine: az elhízott lányok fogyás iránti vágyát akarja kihasználni energiagyűjtésre.
- Fashion Building Heroine: három ügynök, akik a széppé válni akaró lányok erejét akarják megszerezni.
- Nyan-Nyan, Wan-Wan, Chuu-Chuu: három, állatbőrben rejtőző ügynök, energiaelszívó céllal.
- Mike Makkii: terve az olyan emberek energiáinak elszívása, akik szeretik a karaoket.
- Lin Lin hercegnő: célja Kína lakosságának áttérítése a Dark Kingdom szolgálatába.
- Danburite: a Dark Agency vezetője, aki a Sitennó közvetlen irányítása alatzt áll. Előző életében ő volt Adonisz.
- Sorhajókapitány Hoser Malac (Yoshiro Hogwin): Metaria királynő nagykövete, aki megmentette Danburitet a halál arcától.

### Kaitou Ace
Minako vágyainak tárgya a manga során. Karaktere leginkább Tuxedo Mask-hoz hasonlítható, ugyanis segít Sailor V-nek, ha bajba kerül, bár ő rózsa helyett kártyalapokat dobál. Alapvetően segítőkész és jóravaló karakternek mutatkozik meg, aki civilben egy sztár. Később azonban kiderül róla, hogy ő valójában nem más, mint Danburite. Előző életében ő volt Adonisz, egy közrendű katona, aki titkon szerelmes volt Sailor Venusba, de ez a szerelem nem teljesedett be, és a jövőben sem lehet erre semmi esély.